# NGC 5557
NGC 5557 ist eine Elliptische Galaxie vom Hubble-Typ E1 im Sternbild Bärenhüter am Nordsternhimmel. Sie ist schätzungsweise 147 Millionen Lichtjahre von der Milchstraße entfernt und hat einen Durchmesser von etwa 100.000 Lichtjahren. Gemeinsam mit fünf weiteren Galaxien bildet sie die NGC 5557-Gruppe (LGG 378).

Im selben Himmelsareal befinden sich u. a. die Galaxien NGC 5529, NGC 5544, NGC 5545, NGC 5572.
Die Typ-Ia-Supernovae SN 1996aa und SN 2013gn wurden hier beobachtet.
Das Objekt wurde am 1. Mai 1785 von William Herschel entdeckt.

## NGC 5557-Gruppe (LGG 378)
| Galaxie  | Alternativname | Entfernung/Mio. Lj |
| -------- | -------------- | ------------------ |
| NGC 5544 | PGC 51018      | 140                |
| NGC 5545 | PGC 51023      | 140                |
| NGC 5557 | PGC 51104      | 147                |
| NGC 5589 | PGC 51300      | 155                |
| NGC 5590 | PGC 51312      | 147                |
| NGC 5596 | PGC 51355      | 143                |